# Jewgeni Meleschenko
Jewgeni Wassiljewitsch Meleschenko (russisch Евгений Васильевич Мелешенко, engl. Transkription Yevgeniy Meleshenko; * 19. Januar 1981 in der Oblast Zelinograd, Kasachische SSR, UdSSR) ist ein ehemaliger kasachischer Hürdenläufer, der sich auf die 400-Meter-Distanz spezialisiert hat.

## Sportliche Laufbahn
Erste Erfahrungen bei internationalen Meisterschaften sammelte Jewgeni Meleschenko im Jahr 1999, als er bei den Juniorenasienmeisterschaften in Singapur in 52,32 s den vierten Platz über 400 m Hürden belegte. Im Jahr darauf gelangte er bei den Juniorenweltmeisterschaften in Santiago de Chile mit 51,05 s auf den fünften Platz und 2001 nahm er an den Ostasienspielen in Osaka teil und wurde dort in 50,05 s Fünfter. Anschließend startete er bei der Sommer-Universiade in Peking und gewann dort mit neuem Landesrekord von 48,46 s die Silbermedaille hinter dem Südafrikaner Alwyn Myburgh. Im Jahr darauf sicherte er sich bei den Asienmeisterschaften in Colombo in 49,56 s die Bronzemedaille hinter dem Katari Mubarak al-Nubi und Hideaki Kawamura aus Japan. Anschließend startete er erstmals bei den Asienspielen in Busan und belegte dort in 49,84 s den vierten Platz. 2003 gelangte er bei den Weltmeisterschaften nahe Paris bis ins Halbfinale und schied dort mit 48,84 s aus. Anschließend gewann er bei den Asienmeisterschaften in Manila in 49,55 s die Silbermedaille hinter dem Katari Mubarak al-Nubi und siegte dann in 49,66 s bei den Afro-Asiatischen Spielen in Hyderabad. Zudem siegte er in 52,75 s bei den Zentralasienspielen in Duschanbe und sicherte sich dort in 46,69 s auch die Goldmedaille im 400-Meter-Lauf. Im Jahr darauf nah er über die Hürden an den Olympischen Spielen in Athen teil und schied dort mit 49,48 s im Semifinale aus.
2005 erreichte er bei den Weltmeisterschaften in Helsinki das Halbfinale und schied dort mit 49,22 s aus und anschließend schied er auch bei den Studentenweltspielen in Izmir im Semifinale aus und belegte mit der kasachischen 4-mal-400-Meter-Staffel in 3:09,92 min den siebten Platz. Daraufhin gewann er bei den Asienmeisterschaften in Incheon in 49,18 s die Silbermedaille hinter dem Saudi-Araber Hadi Soua’an al-Somaily und wurde mit der Staffel in 3:10,7 min Sechster. Daraufhin startete er über 400 m bei den Hallenasienspielen in Bangkok und sicherte sich dort in 47,84 s die Silbermedaille hinter dem Iraner Mohammad Akefian. Im Jahr darauf gewann er dann bei den Hallenasienmeisterschaften in Pattaya in 48,65 s die Bronzemedaille über 400 m hinter dem Omaner Mohamed Salim al-Rawahi und Jukkatip Pojaroen aus Thailand. Mitte September wurde er beim IAAF World Cup in Athen in 51,55 s Neunter im Hürdenlauf und anschließend gelangte er bei den Asienspielen in Doha nach 50,57 s auf Rang vier. 2007 siegte er in 50,01 s bei den Asienmeisterschaften über 400 m Hürden und belegte im Staffelbewerb in 3:13,80 min den sechsten Platz. Anschließend wurde er bei der Sommer-Universiade in Bangkok in 49,86 s Fünfter und schied dann bei den Weltmeisterschaften in Osaka mit 49,56 s im Halbfinale aus. Im Jahr darauf nahm er erneut an den Olympischen Spielen in Peking teil, konnte dort aber seinen Vorlauf nicht beenden. 2009 klassierte er sich bei den Asienmeisterschaften in Guangzhou mit 51,47 s auf dem fünften Platz und im Jahr darauf wurde er bei den Asienspielen ebendort in 51,34 s ein weiteres Mal Vierter. Im Juni 2012 bestritt er in Almaty seinen letzten offiziellen Wettkampf und beendete daraufhin seine aktive sportliche Karriere im Alter von 31 Jahren.
In den Jahren 2000 und 2003 sowie von 2005 bis 2007 wurde Meleschenko kasachischer Meister im 400-Meter-Hürdenlauf sowie 2003, 2004 und 2006 auch über 400 m. Zudem wurde er 2006 und 2007 Hallenmeister im 400-Meter-Lauf.

## Persönliche Bestzeiten
- 400 Meter: 46,69 s, 16. Oktober 2003 in Duschanbe
  - 400 Meter (Halle): 47,70 s, 26. Februar 2003 in Moskau
- 400 m Hürden: 48,46 s, 31. August 2001 in Peking (kasachischer Rekord)